# Solvik
För andra betydelser, se Solvik (olika betydelser).
Solvik (fi. Aurinkolahti) är en stadsdel i Nordsjö distrikt i Helsingfors stad. 
Solvik är ett nytt bostadsområde som marknadsförs som högklassigt. Till och med namnet Solvik är en konstruktion; själva viken heter Svartviken, medan Solvik var namnet på en av de många sommarvillorna från början av 1900-talet som funnits på området. På Helsingfors stad blev man på 1990-talet orolig över den socioekonomiska utvecklingen i östra Helsingfors. Det närliggande området Havsrastböle som byggdes i början av 1990-talet består till en stor del av stadens hyreshus och andra sociala bostadsformer, vilket lett till att stadsdelen bebos av många sämre bemedlade. För att balansera upp det fattigare östra Helsingfors mot det rikare västra Helsingfors beslöt man att bygga en stadsdel där man betalar reda pengar för sin havsnära bostad. 
Man började bygga Solvik år 2000 och projektet pågår fortfarande. Som färdigt kommer stadsdelen att ha cirka 7 000 invånare. För att höja områdets profil ytterligare har man byggt en 200 meter lång sandstrand med en strandbulevard, samt en småbåtshamn. Det största projektet är Nybondskanalen, en artificiell kanal som kantas av höghus. Priset är 17 miljoner euro som staden räknar med att få tillbaka genom att tomtprisen höjts, samt att området lockar så kallade "goda skattebetalare". 
Servicen i Solvik är centralt belägen. I Nordsjö centrum på gångavstånd finns köpcentret Columbus och Nordsjö metrostation. Ring III går till närliggande Nordsjö hamn, så biltrafiken löper smidigt. Det finns dessutom en 18-håls golfbana i Nordsjö gård. 

## Bilder

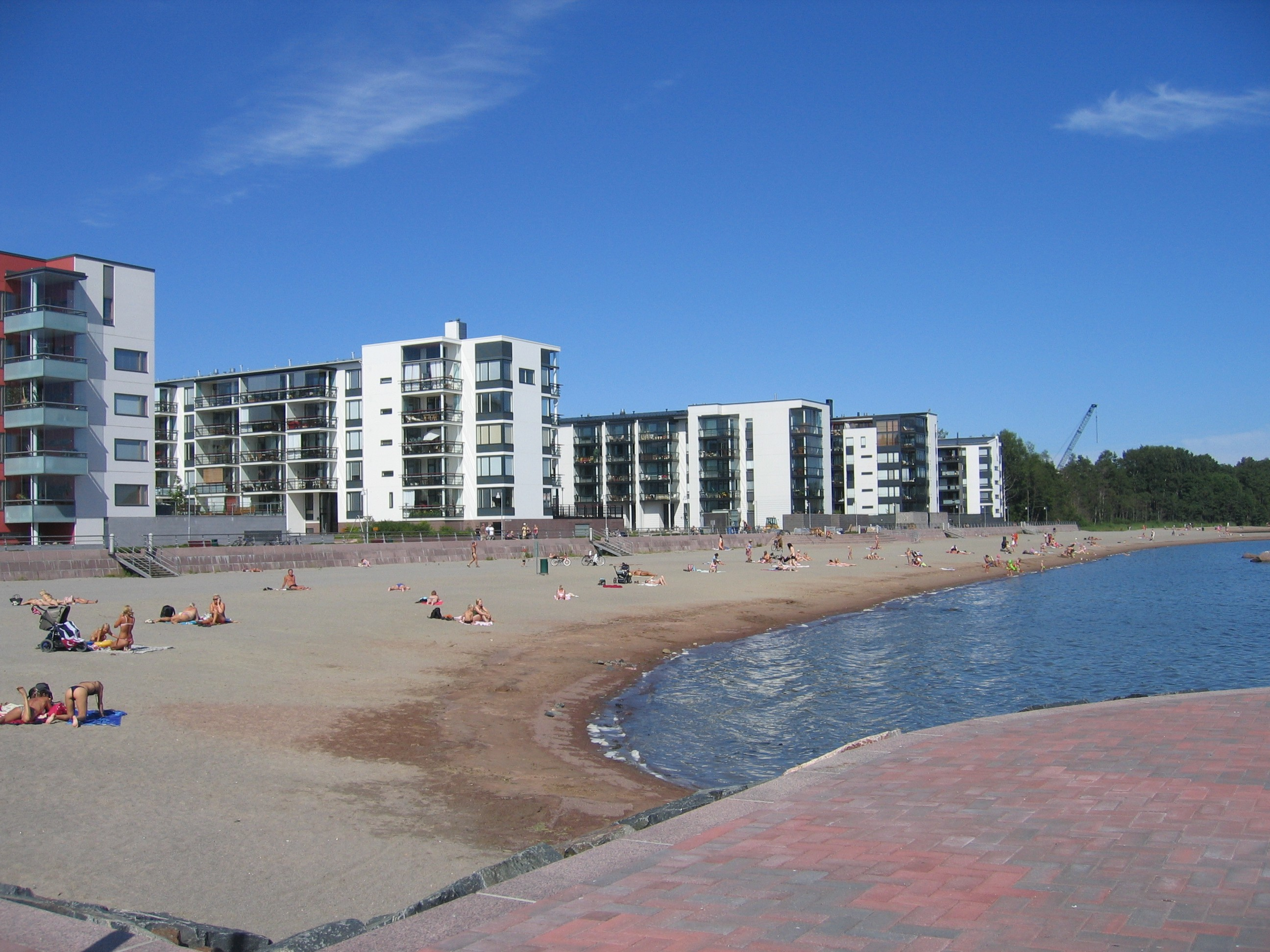
Sandstranden i Solvik
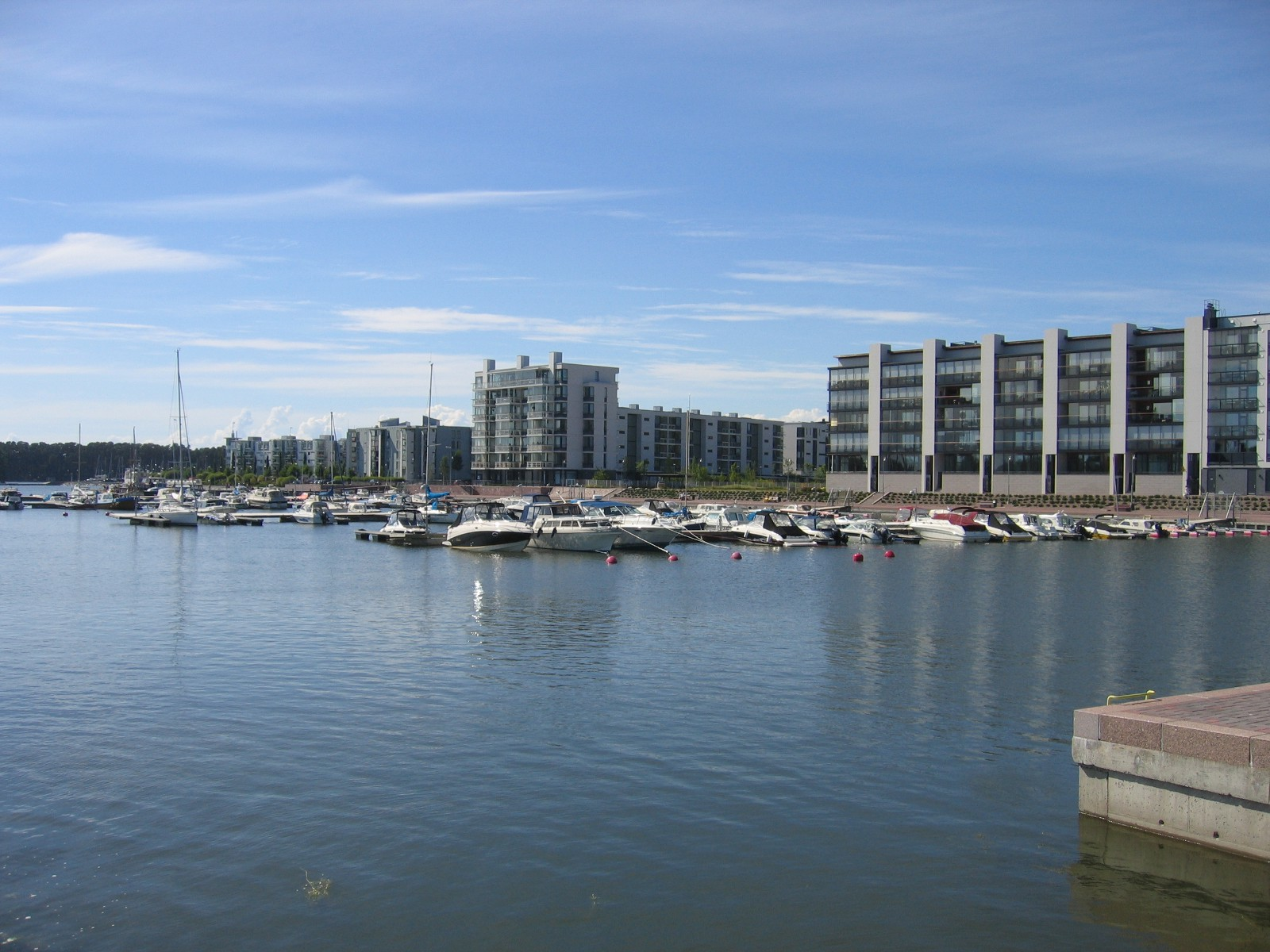
Småbåtshamnen i Solvik
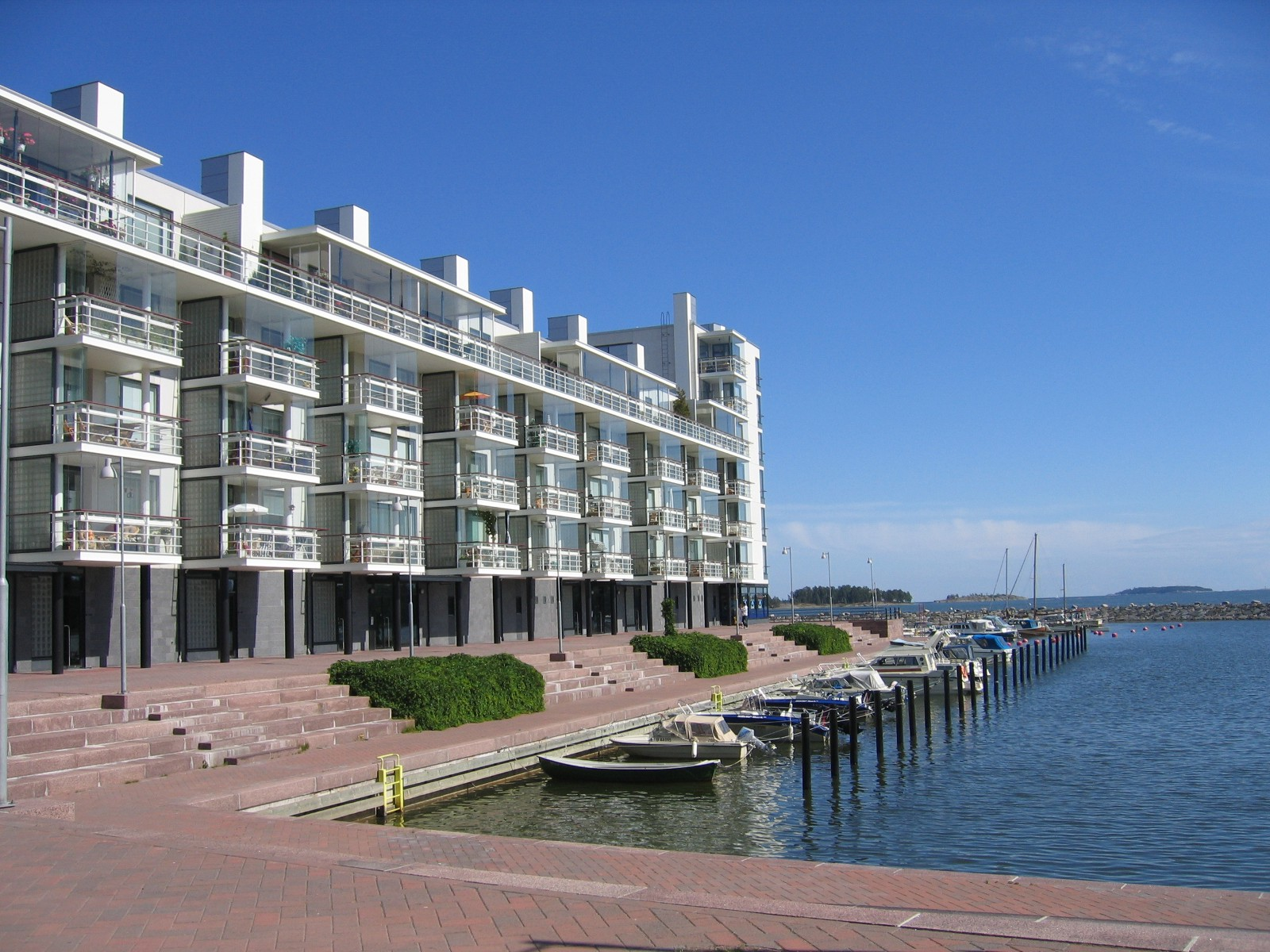
Havsnära boende i Solvik, juni 2005
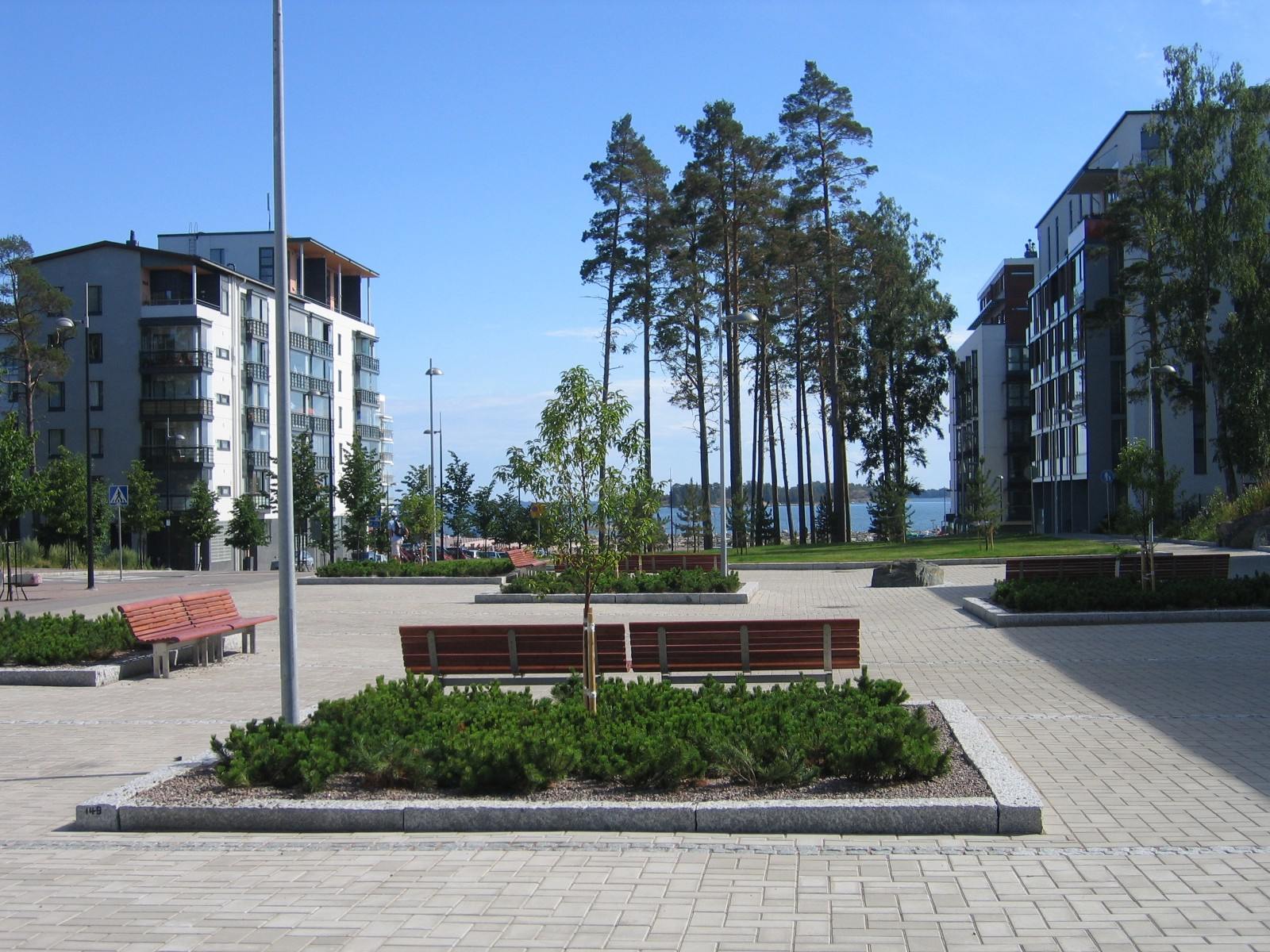
Solviksallén
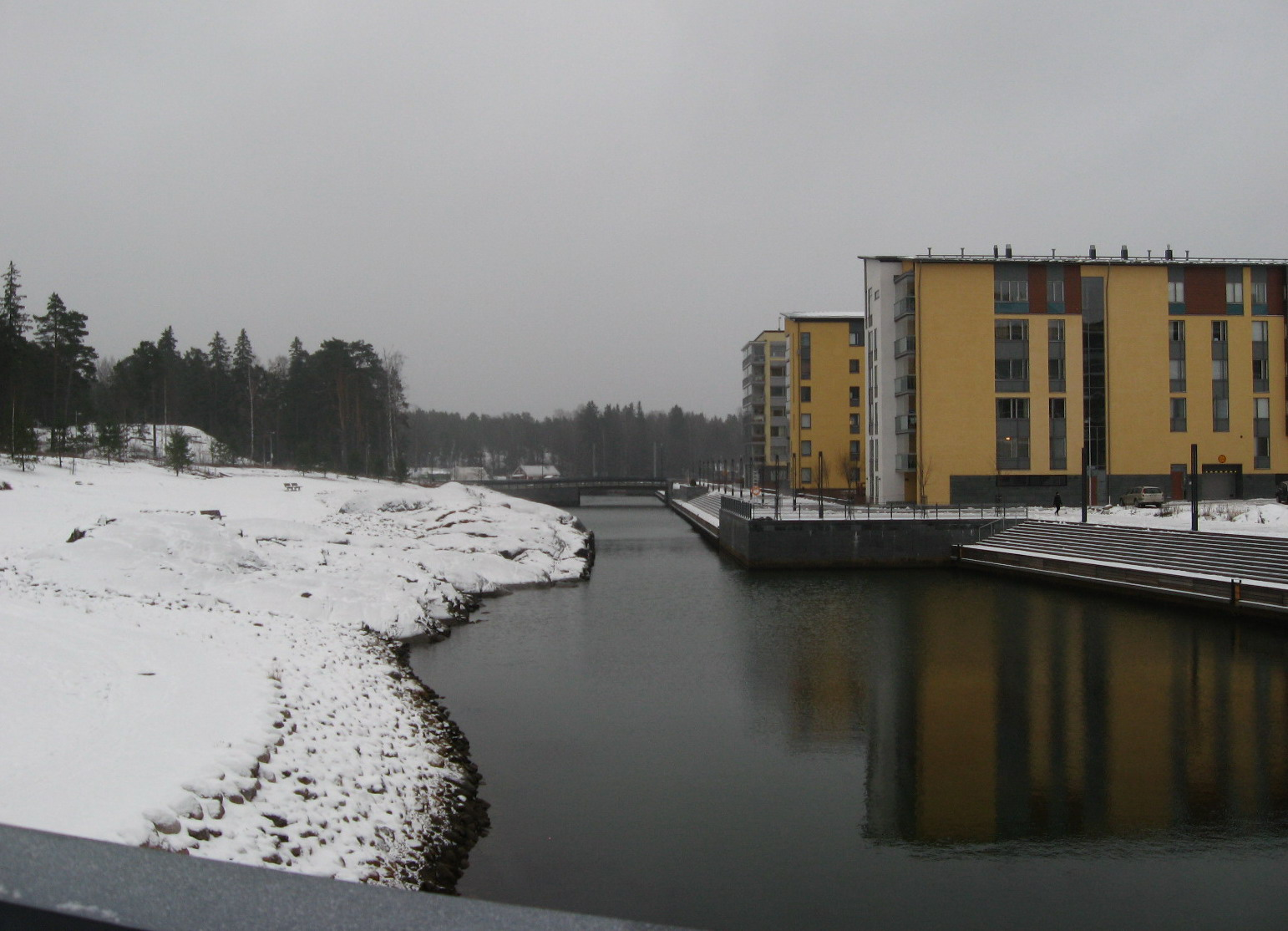
Nybondskanalen, november 2010
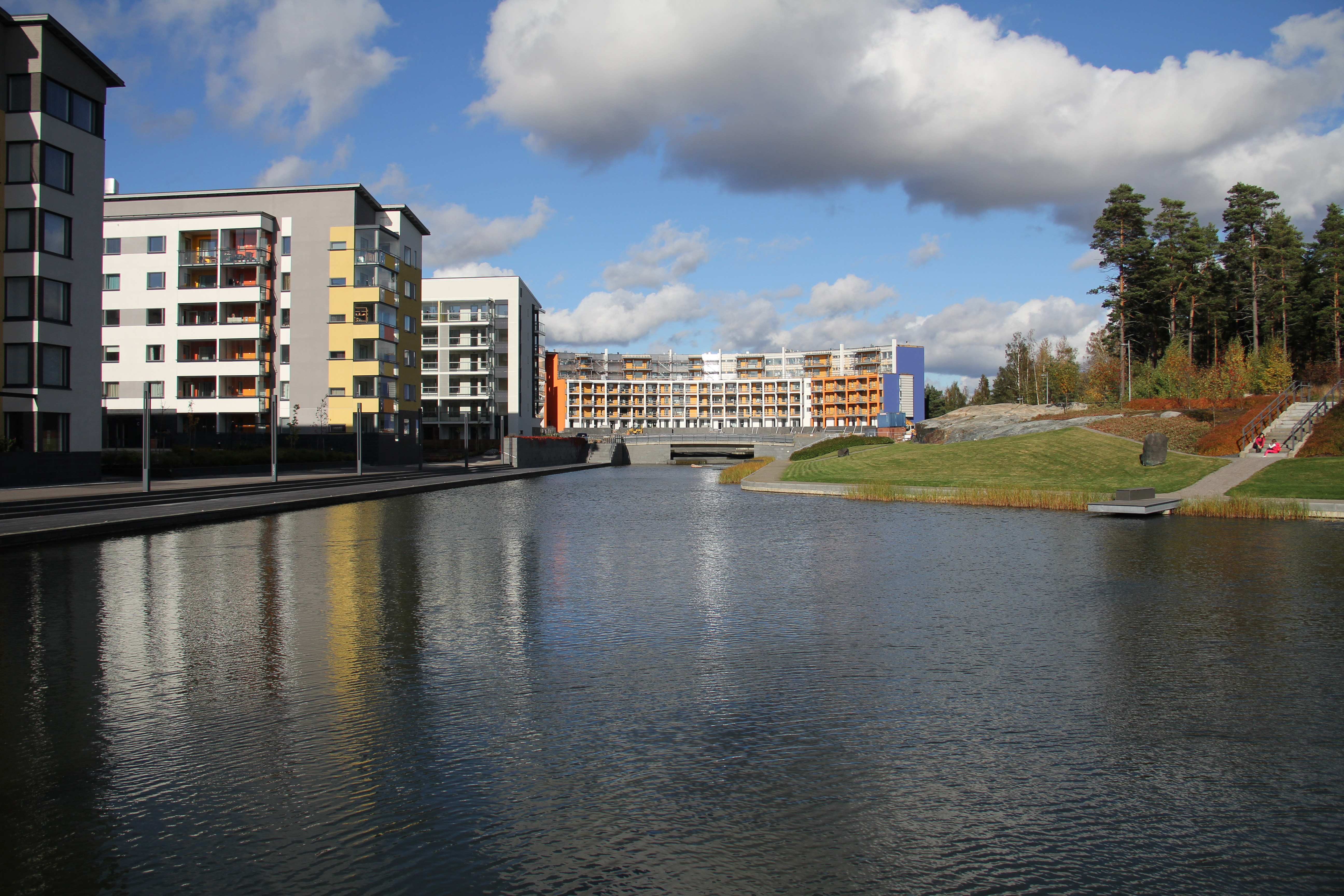
Nybondskanalen, oktober 2012